# Coco loco
El coco loco es una bebida alcohólica preparada generalmente con coco y ron.
El coco loco es un cóctel que se puede disfrutar casi en cualquier parte del Caribe, cada país tiene su receta, de la cual siempre sirve de base el ron o, en el caso del coco loco oaxaqueño, con mezcal oaxaqueño, leche y agua de coco de la región de las costas del sur de Oaxaca (México), en el caso de la isla de San Andrés (Colombia), el coco loco se prepara con tres medidas iguales de vodka, tequila y ron blanco, zumo de limón y crema de coco.
Obtiene su nombre, obviamente, del coco, fruta empleada en su elaboración, la cual se encuentra en zonas del trópico.